# Liste der Rugby-Union-Spieler mit den meisten Länderspielversuchen
Die folgende Liste zeigt die Rugby-Union-Spieler mit den meisten Versuchen in Länderspielen. Dazu zählen Partien für die jeweilige Nationalmannschaft sowie für die Auswahlmannschaft der British and Irish Lions. Spieler die noch immer für ihr Land aktiv spielen, sind fett gekennzeichnet.
Stand: 31. Dezember 2020
| #   | Versuche (Spiele) | Name                     | Mannschaft                               | Jahre                            |
| --- | ----------------- | ------------------------ | ---------------------------------------- | -------------------------------- |
| 01. | 69 (58)           | Daisuke Ōhata            | Japan                                    | 1996–2007                        |
| 02. | 67 (124)          | Bryan Habana             | Südafrika                                | 2004–2016                        |
| 03. | 64 (101)          | David Campese            | Australien                               | 1982–1996                        |
| 04. | 60 (91)           | Shane Williams           | Wales (58) British and Irish Lions (2)   | 2000–2011 2005, 2009             |
| 05. | 55 (81)           | Hirotoki Onozawa         | Japan                                    | 2001–2013                        |
| 06. | 50 (91)           | Rory Underwood           | England (49) British and Irish Lions (1) | 1984–1996 1989, 1993             |
| 07. | 49 (62)           | Doug Howlett             | Neuseeland                               | 2000–2007                        |
| 08. | 47 (141)          | Brian O’Driscoll         | Irland (46) British and Irish Lions (1)  | 1999–2014 2001, 2005, 2009, 2013 |
| 09. | 46 (58)           | Christian Cullen         | Neuseeland                               | 1996–2003                        |
| 09. | 46 (68)           | Joe Rokocoko             | Neuseeland                               | 2003–2010                        |
| 09. | 46 (54)           | Julian Savea             | Neuseeland                               | 2012–2017                        |
| 12. | 44 (60)           | Jeff Wilson              | Neuseeland                               | 1993–2002                        |
| 13. | 43 (101)          | George North             | Wales (41) British and Irish Lions (2)   | 2010– 2013, 2017                 |
| 14. | 41 (103)          | Gareth Thomas            | Wales (40) British and Irish Lions (1)   | 1995–2007 2005                   |
| 15. | 40 (78)           | Chris Latham             | Australien                               | 1998–2007                        |
| 16. | 39 (121)          | Adam Ashley-Cooper       | Australien                               | 2005–2019                        |
| 16. | 39 (84)           | Ben Smith                | Neuseeland                               | 2009–2019                        |
| 18. | 38 (93)           | Serge Blanco             | Frankreich                               | 1980–1991                        |
| 18. | 38 (61)           | DTH van der Merwe        | Kanada                                   | 2006–                            |
| 18. | 38 (61)           | Joost van der Westhuizen | Südafrika                                | 1993–2003                        |
| 21. | 37 (73)           | Israel Folau             | Australien                               | 2013–2018                        |
| 21. | 37 (63)           | Jonah Lomu               | Neuseeland                               | 1994–2002                        |
| 23. | 36 (88)           | Beauden Barrett          | Neuseeland                               | 2012–                            |
| 23. | 36 (74)           | Tana Umaga               | Neuseeland                               | 1997–2005                        |
| 25. | 35 (63)           | John Kirwan              | Neuseeland                               | 1984–1994                        |
| 26. | 34 (67)           | Vincent Clerc            | Frankreich                               | 2002–2013                        |
| 26. | 34 (79)           | Ieuan Evans              | Wales (33) British and Irish Lions (1)   | 1987–1998 1989, 1993, 1997       |
| 26. | 34 (71)           | Drew Mitchell            | Australien                               | 2005–2016                        |
| 26. | 34 (100)          | Mils Muliaina            | Neuseeland                               | 2003–2011                        |
| 30. | 33 (109)          | Cătălin Fercu            | Rumänien                                 | 2005–                            |
| 30. | 33 (54)           | Diego Ormaechea          | Uruguay                                  | 1979–1999                        |
| 30. | 33 (48)           | Sitiveni Sivivatu        | Neuseeland (29) Pacific Islanders (4)    | 2004–2011 2004                   |